# Sanchinarro

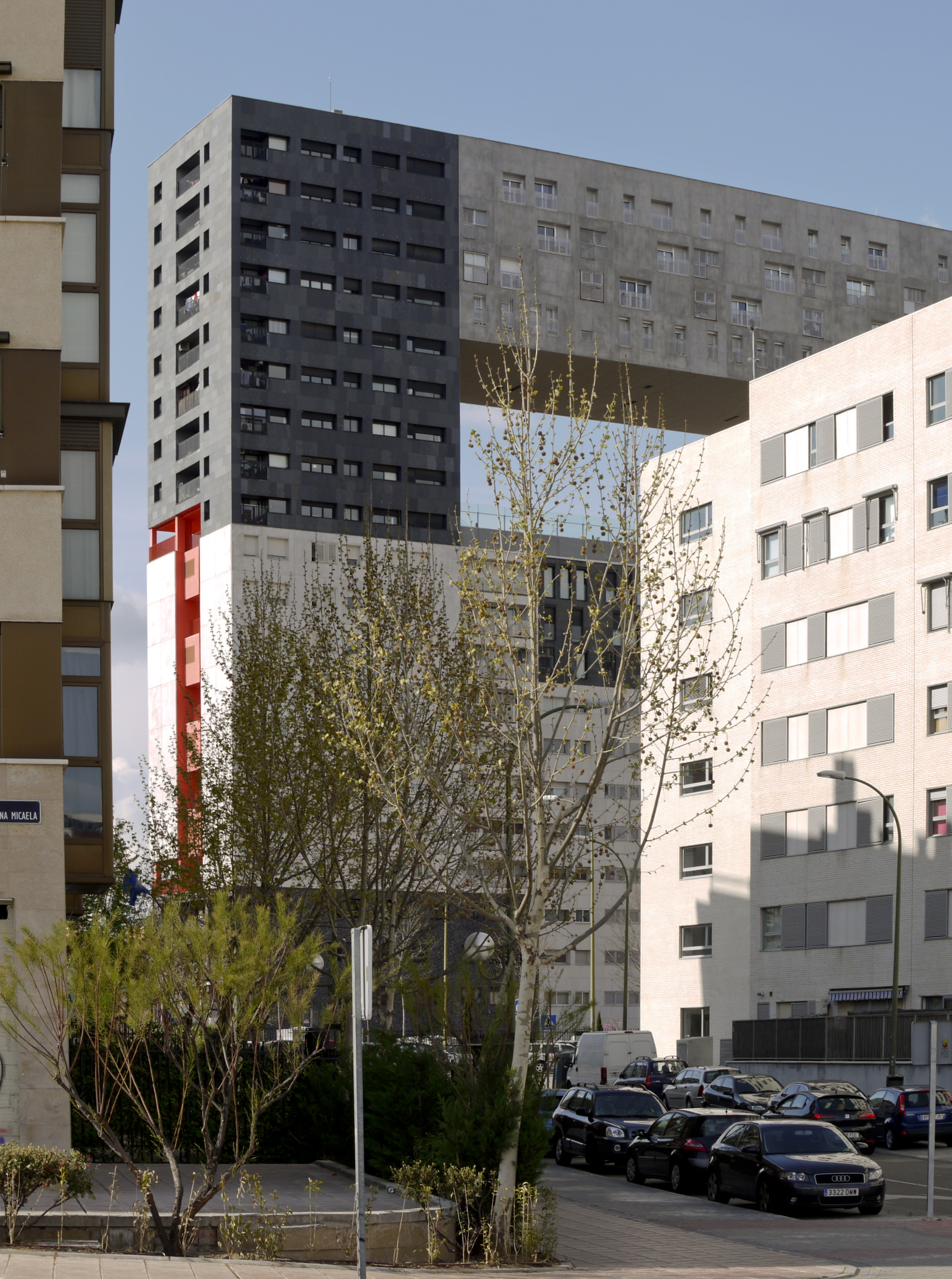
Edificio Mirador.

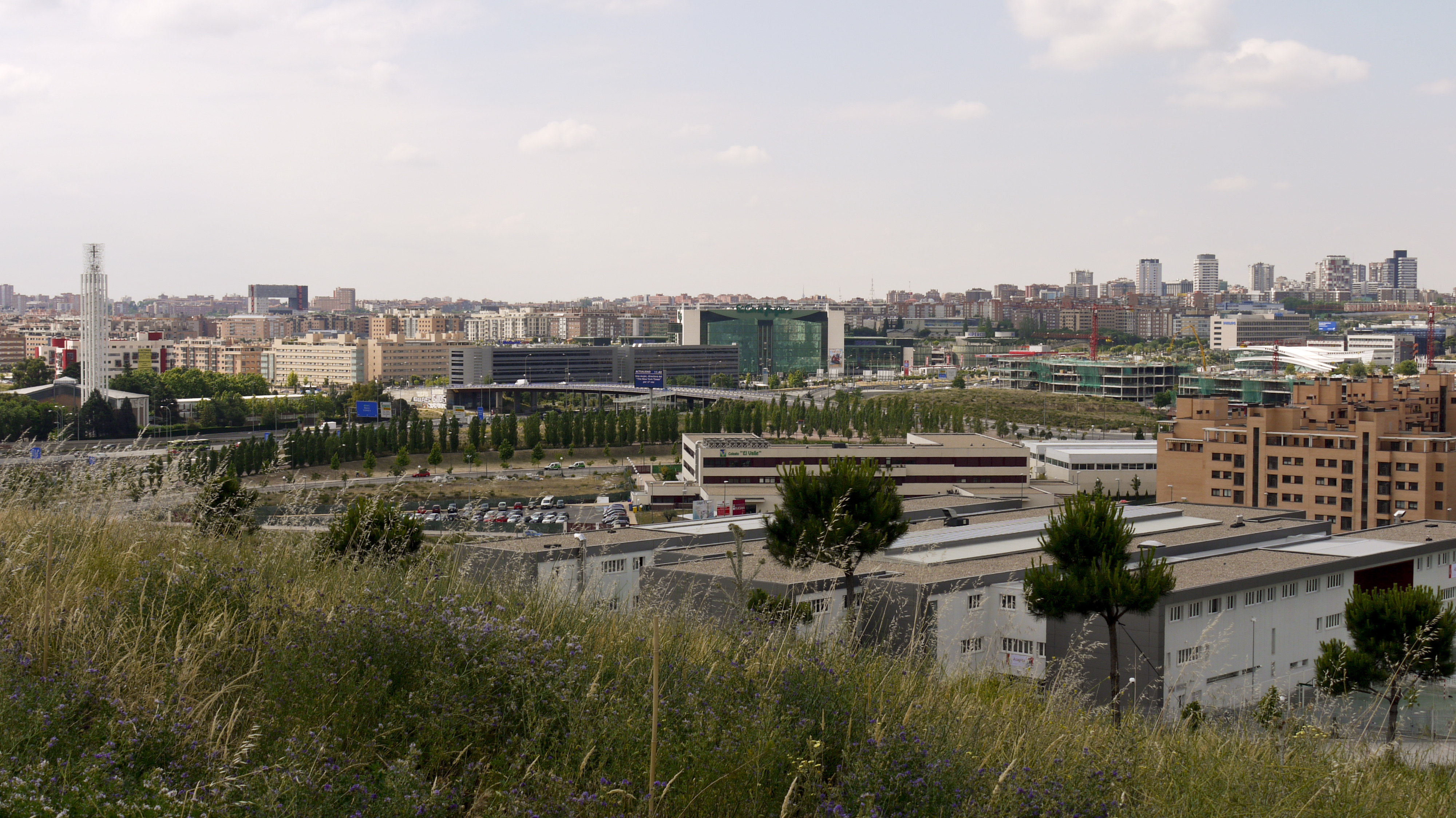
Avståndsvy över Sanchinarro, sedd från Las Tablas. I bildens mitt varuhuset Corte Inglés, till vänster i bakgrunden ses Edificio Mirador sticka upp.

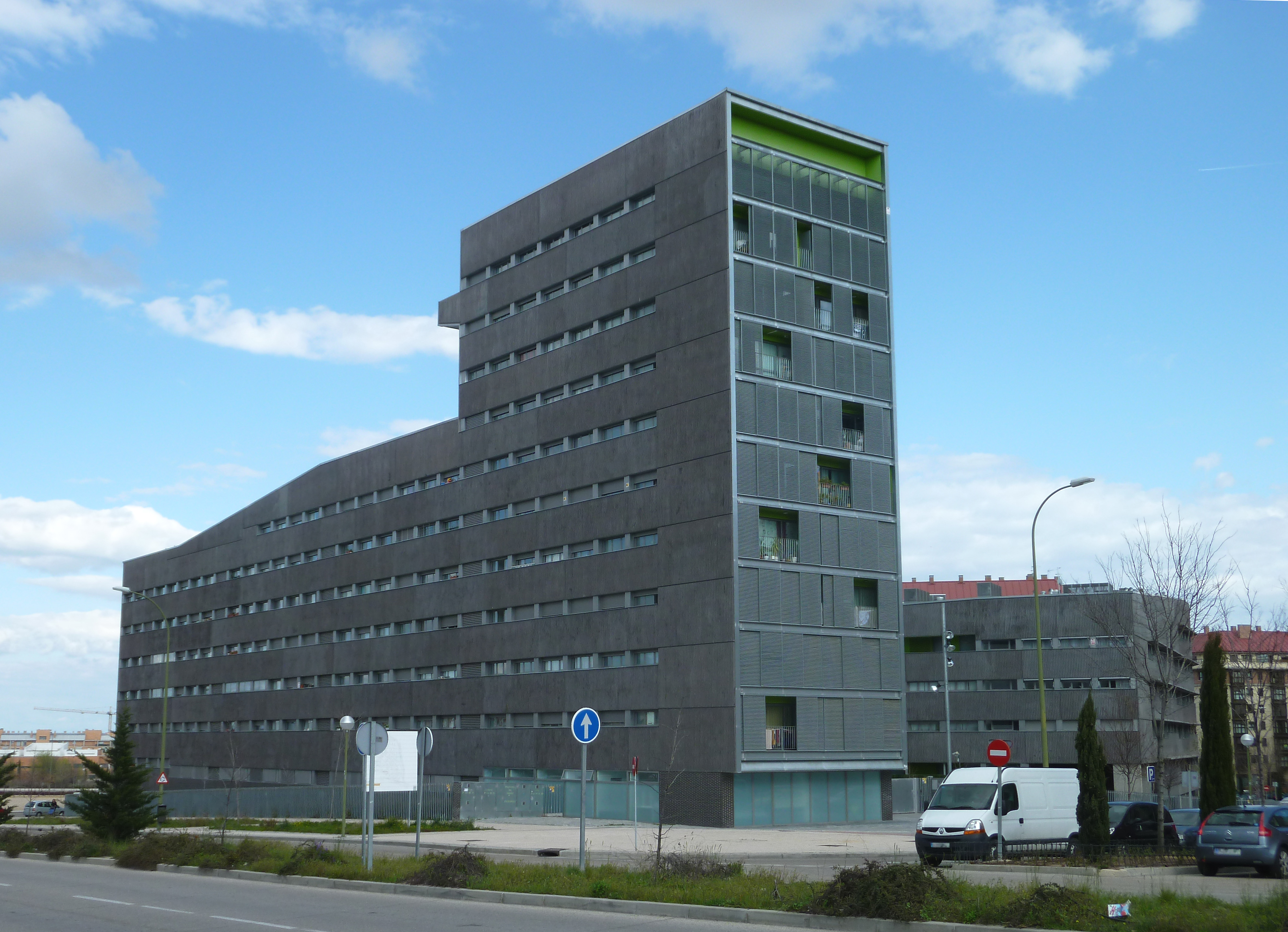
Edificio Sanchinarro XII.

Sanchinarro är en stadsdel som kom till tack vare stadsbyggnadsprogrammet Programa de Actuación Urbanística (PAU) som följde på utvecklingen av generalplanen Plan General de Ordenación Urbana 1997 för staden Madrid i Spanien. Stadsdelen började byggas i början av år 2000. Den ligger inom Hortalezadistriktet, och är en del av stadsdelen Valdefuentes enligt den officiella indelningen av distrikt i stadsdelar. Sanchinarro ligger öster om motorvägen Autovía del Norte (A-1), norr om motorvägen M-11 och söder och väster om ringleden M-40. Området utgör en yta av något mer än 400 hektar.
Sanchinarro gränsar i väster till Las Tablas (Fuencarral-El Pardo), i norr till urbanisationen El Encinar de los Reyes (stadskärnan i Alcobendas), i öster till Parque de Valdebebas, och i söder till områdena Virgen del Cortijo och Manoteras.
I Sanchinarro finns en speciell byggnad, Edificio Mirador, i 21 våningar och i form av en kvadrat med den inre delen tom och som ramar in utsikten mot Sierra de Guadarrama. Byggnaden designades av den holländska arkitektbyrån MVRDV i samarbete med den spanska arkitekten Blanca Lleó. Stadsdelen har också ett stort affärscentra med El Corte Inglés, två privatsjukhus och ett bostadskomplex för äldre, Artevida Sanchinarro.

## Transporter

### Bussar
- Tre reguljära busslinjer går genom området: 172, 173, 174 samt nattbussen N1.
- Två interurbana linjer förbinder området med Alcobendas och San Sebastián de los Reyes med slutstation i Pinar de Chamartín.

### Metro
El Metro Ligero (Línea 1) öppnades i Sanchinarro den 24 maj 2007. Den betjänar området vid stationerna María Tudor, Blasco Ibáñez, Álvarez de Villaamil och Antonio Saura.

## Byggnader
- Edificio Mirador: Med sin karakteristiska form och med sin centrala öppning är detta den mest kända byggnaden i stadsdelen.
- Torre Gestesa: Skyskrapa invid M-40.
- Torre Ámbar: Skyskrapa invid M-40.
- Torre Panorama: Skyskrapa invid M-40.
- Torre Puerta de Chamartín: Skyskrapa invid M-40.
- Corte Inglés de Sanchinarro: Varuhus inriktat på mode, livsmedel, textiler, papper med mera. Denna stora byggnad var en av de första som konstruerades i området. På översta våningen finns en kafeteria med utsikt mot Sierra de Guadarrama.
- Edificio Ebrosa de Oficinas. Kontorshus i norra Sanchinarro, tillhörande Promotora Ebrosa . Byggnaden är ett verk av Estudio Lamela.